# Houlbec-Cocherel
Houlbec-Cocherel – miejscowość i gmina we Francji, w regionie Normandia, w departamencie Eure.
Według danych na rok 1990 gminę zamieszkiwało 1127 osób, a gęstość zaludnienia wynosiła 97 osób/km² (wśród 1421 gmin Górnej Normandii Houlbec-Cocherel plasuje się na 198 miejscu pod względem liczby ludności, natomiast pod względem powierzchni na miejscu 266).